# Bob Jones (marionnettiste)
Pour les articles homonymes, voir Bob Jones et Jones.
Bob Jones (1913-1990) est un marionnettiste et ingénieur américain, ayant travaillé au sein des Studios Disney.
Il a conçu des figurines en volume des personnages et des décors pour Pinocchio (1940) avec Jack Miller et 175 marionnettes réelles tout au long de l'élaboration du personnage de Pinocchio.
Il a aussi mis au point un système pour dessiner les bois du cerf dans Bambi (1942) sous n'importe quel angle, travail long et ennuyeux mais au résultat réaliste,. Le système consistait pour l'animateur à d'abord esquisser la tête sans les bois, puis à placer une miniature en plastique et en trois dimensions d'une tête de cerf avec ses bois dans la même position sous la surface vitrée d'un rotoscope, et enfin à tracer les contours des bois au-dessus du dessin de la tête,.